# Piper PA-32

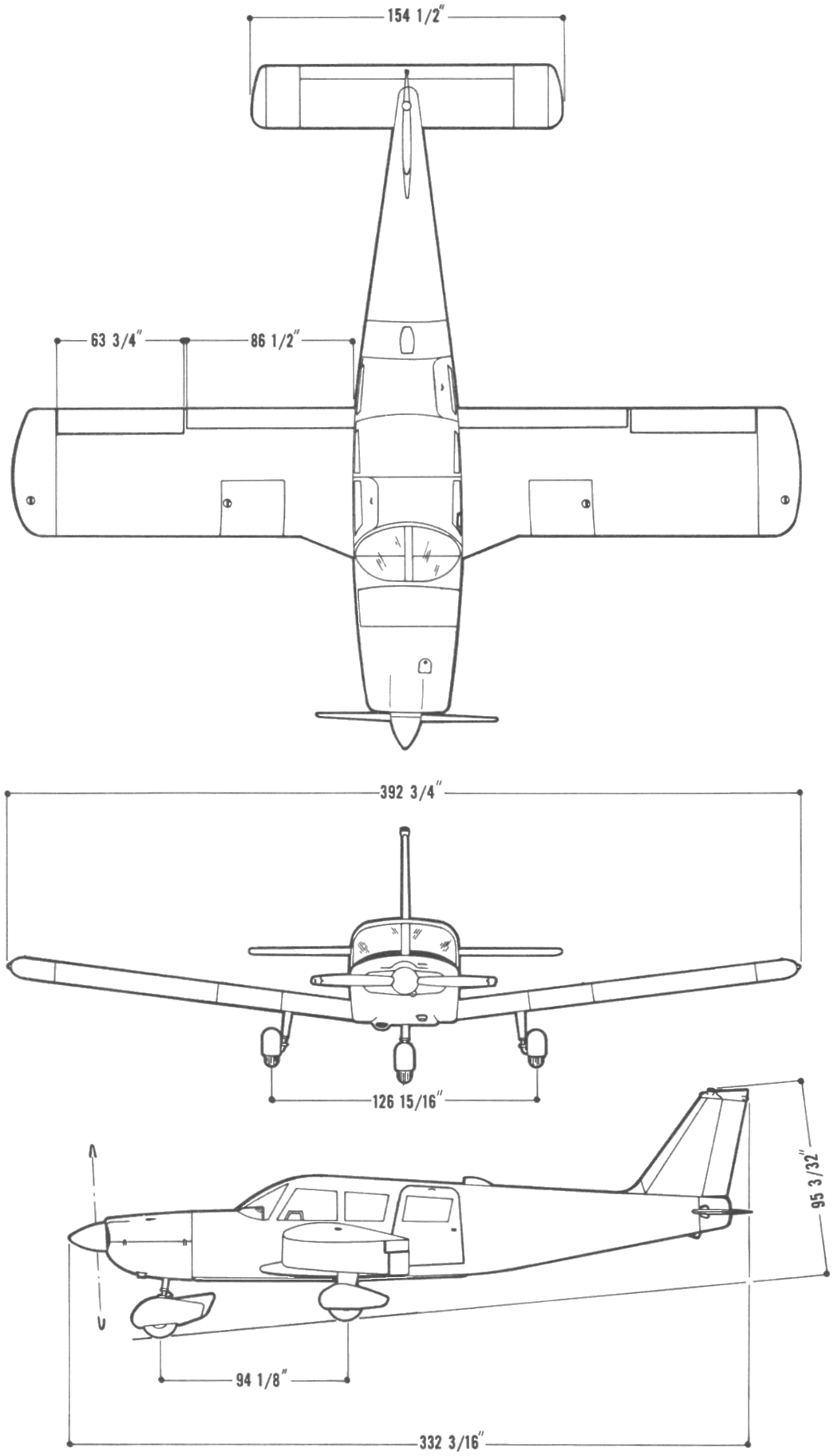
Piper PA-32-260 Cherokee Six

Die Piper PA-32 Cherokee Six ist ein einmotoriges, sechssitziges Leichtflugzeug des US-amerikanischen Flugzeugherstellers Piper Aircraft Corporation, das als Reiseflugzeug sowie für Lufttaxiunternehmen entwickelt wurde. Es handelt sich um eine Weiterentwicklung der Piper PA-28.

## Versionen
Folgende Versionen wurden gebaut: 
PA-32-250 Cherokee Six
Prototyp mit 250 PS Lycoming O-540 Motor, von dem zwei Exemplare gebaut wurden.
PA-32-260 Cherokee Six
Version mit einem 260 PS Lycoming O-540-E Motor.
PA-32-260 Cherokee Six B
PA-32-260 Cherokee Six C
PA-32-260 Cherokee Six D
PA-32-260 Cherokee Six E
PA-32-300 Cherokee Six
PA-32-300 Cherokee Six B
PA-32-300 Cherokee Six C
PA-32-300 Cherokee Six D
PA-32-300 Cherokee Six E
PA-32-300LD
PA-32S-300 mit Schwimmern
PA-32-301 Saratoga (siehe Artikel PA-32R)
Seit 1980 mit einem 300 PS Lycoming IO-540-K1G5 Motor gebaut.